# Nahitan Nández
Nahitan Michel Nández Acosta (ur. 28 grudnia 1995 w Punta del Este) – urugwajski piłkarz pochodzenia włoskiego występujący na pozycji prawego lub środkowego pomocnika, reprezentant Urugwaju, zawodnik saudyjskiego Al-Qadsiah.

## Kariera klubowa
Nández urodził się w Punta del Este (najdalej wysuniętej na południe miejscowości w Urugwaju), lecz wychowywał się w oddalonym o cztery kilometry większym mieście Maldonado. Treningi piłkarskie rozpoczynał w tamtejszej ekipie Atlético Fernandino, później występował także w juniorskich drużynach pobliskich klubów CA Atenas i CA Ituzaingó. Regularnie powoływany był do reprezentacji departamentu Maldonado, pełniąc rolę kapitana i notując świetne występy w departamentalnych rozgrywkach. W wieku piętnastu lat jego talent został zauważony przez słynnego trenera Juana Ahuntchaína – specjalizującego się w pracy z młodzieżą – i ściągnięty przez niego do czołowej w Urugwaju akademii juniorskiej klubu Defensor Sporting ze stołecznego Montevideo. Mając problem z adaptacją w stolicy, szybko powrócił jednak w rodzinne strony. W marcu 2013 pomyślnie przeszedł testy w ekipie krajowego giganta – stołecznego CA Peñarol i podpisał umowę z tym klubem. Dopiero tam został przesunięty bardziej w głąb środka pola (na pozycję środkowego/defensywnego pomocnika); do tamtej pory występował na pozycji rozgrywającego.
Do treningów pierwszej drużyny Peñarolu został włączony w wieku osiemnastu lat przez szkoleniowca Jorge Fossatiego. W urugwajskiej Primera División zadebiutował 1 marca 2014 w wygranym 2:0 spotkaniu z Danubio. Przez pierwsze półtora roku pełnił jednak głównie rolę rezerwowego, głównie ze względu na niedoświadczenie i częste wyjazdy na zgrupowania młodzieżowej kadry. W sezonie 2014/2015 zdobył z Peñarolem tytuł wicemistrza Urugwaju, lecz dopiero po tym sukcesie został podstawowym piłkarzem drużyny. Premierowego gola w najwyższej klasie rozgrywkowej strzelił 13 września 2015 w wygranej 4:1 konfrontacji z Sud América, zaś w sezonie 2015/2016 wywalczył z ekipą prowadzoną przez Jorge da Silvę mistrzostwo Urugwaju. Mając pewne miejsce w składzie, łączył waleczność i zaangażowanie z wysokimi umiejętnościami technicznymi. Po przyjściu do klubu nowego trenera Leonardo Ramosa został wybrany kapitanem zespołu, najmłodszym w historii klubu – debiutując w tej roli w lutym 2017 w meczu ligowym z El Tanque Sisley (4:0) miał 21 lat i 39 dni.
W sierpniu 2017 Nández za sumę czterech milionów dolarów przeszedł do mistrza Argentyny – słynnego CA Boca Juniors ze stołecznego Buenos Aires (klub wykupił 60% jego karty zawodniczej, gracz podpisał trzyletnią umowę). W argentyńskiej Primera División zadebiutował 10 września 2017 w wygranym 1:0 meczu z Lanús, zaś pierwszą bramkę strzelił tydzień później w wygranym 4:1 pojedynku z Godoy Cruz.
9 sierpnia 2019 Nández przeniósł się do Cagliari Calcio.

## Kariera reprezentacyjna
W styczniu 2015 Nández został powołany przez Fabiána Coito do reprezentacji Urugwaju U-20 na Mistrzostwa Ameryki Południowej U-20. Tam miał pewne miejsce w wyjściowym składzie, rozgrywając osiem z dziewięciu możliwych spotkań (z czego wszystkie w wyjściowej jedenastce) i był kapitanem swojej drużyny. Jego kadra – pełniąca wówczas rolę gospodarzy – zajęła natomiast trzecie miejsce w rozgrywkach. Trzy miesiące później znalazł się w składzie na Mistrzostwa Świata U-20 w Nowej Zelandii; w roli kapitana rozegrał wszystkie cztery mecze w pełnym wymiarze czasowym, zaś Urugwajczycy – z graczami takimi jak Mauricio Lemos czy Gastón Pereiro – odpadli z młodzieżowego mundialu w 1/8 finału, ulegając w serii rzutów karnych późniejszemu finaliście – Brazylii (0:0, 4:5 k).
W seniorskiej reprezentacji Urugwaju Nández zadebiutował za kadencji selekcjonera Óscara Tábareza, 8 września 2015 w przegranym 0:1 meczu towarzyskim z Kostaryką.